# Carpats del Sud
Els Carpats del Sud (també coneguts com els Alps de Transsilvània; romanès: Carpații Meridionali; hongarès: Déli-Kárpátok) són un grup de serralades situades al sud de Romania. Cobreixen la part de les muntanyes dels Carpats situada entre el riu Prahova a l'est i els rius Timiș i Cerna a l'oest. Al sud estan limitats per la serralada dels Balcans.

## Alçades

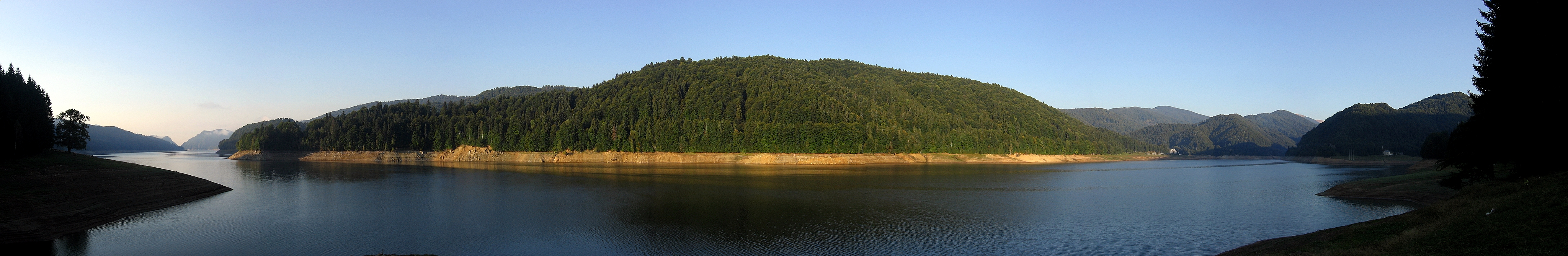
Llac Vidraru a les muntanyes Făgăraș

Els Carpats del Sud són el segon grup de muntanyes més altes de la serralada dels Carpats (després de Tatra), que arriben a altures superiors als 2.500 metres. Encara que considerablement més petits que els Alps, es classifiquen com a paisatges alpins. El seu caràcter d'alta muntanya, combinat amb una gran accessibilitat, els fa populars entre turistes i científics.
- Pic Moldoveanu, 2.544 metres - Muntanyes Făgăraș
- Negoiu, 2.535 metres - Muntanyes Făgăraș
- Parângu Mare, 2.519 metres - Muntanyes Parâng
- Peleaga, 2.509 metres - Muntanyes del Retezat
- Pic Omu 2.507 metres - Muntanyes Bucegi

Tot i les altures, alguns dels passatges més accessibles dels Carpats de Romania es troben al llarg dels rius, que creuen la serralada (el riu Olt) o formen valls amples (al llarg de la vall del riu Prahova o al llarg de la vall del riu Jiu).

## Geologia
Els Carpats del Sud representen una intricada pila de bolquers tectònics, enderrocats des de l'oest cap a l'est durant les fases paroxístiques austríaca (Cretaci mitjà) i laramià, corresponents a diversos fragments de plaques. Els napes són (d'oest a est): les unitats supragètiques, gètiques, severines i danubianes. El nap gètic va ser identificat per Murgoci (1905), mentre que la comprensió general sobre l'estructura alpina dels Carpats del Sud va ser refinada posteriorment per Codarcea (1940), Codarcea et al. (1961), Năstăseanu et al. (1981), Săndulescu (1984), Săndulescu i Dimitrescu (2004), i Mutihac (1990). Els primers a aplicar els conceptes de tectònica global per als Carpats romanesos van ser Rădulescu i Săndulescu (1973).
Els supragètics, gètics i les unitats danubianes representen unitats amb soterrani metamòrfic i coberta sedimentària, mentre que el nap Severin inclou només una seqüència sedimentària. Els sediments de la Napa Gètica i de les Unitats Danubianes inclouen una seqüència paleozoica (Carbonífer superior, Permià inferior) i una seqüència mesozoica (Juràssic més baix - Cretaci mitjà). La Napa Supragètica comprèn principalment roques metamorfosades (gneis, micasistes), mentre que la Napa Severin inclou només sediments del Juràssic superior - Cretaci inferior.

## Serralades

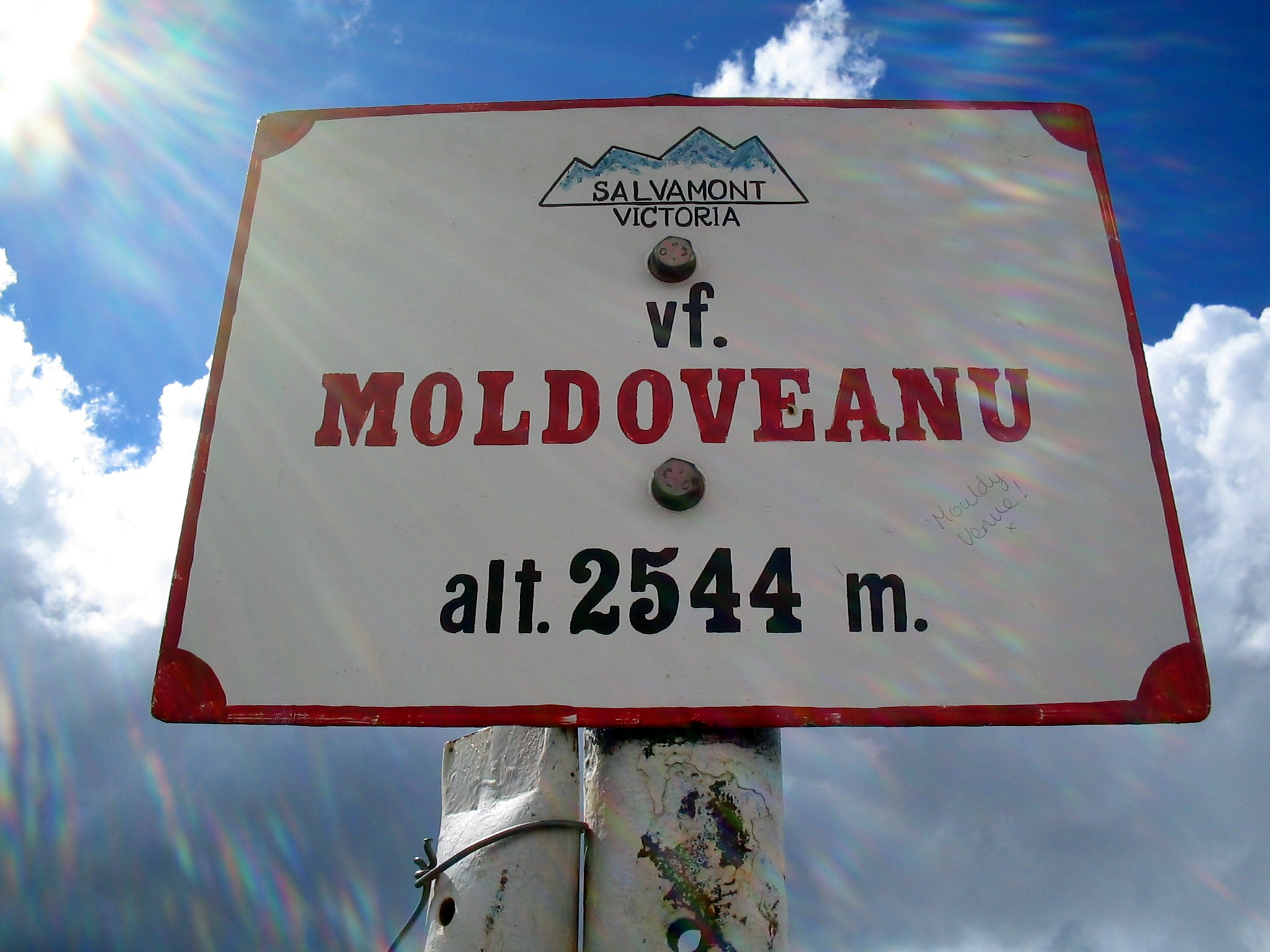
El pic Moldoveanu (2544 m) és el més alt de Romania i un dels cims més alts dels Carpats

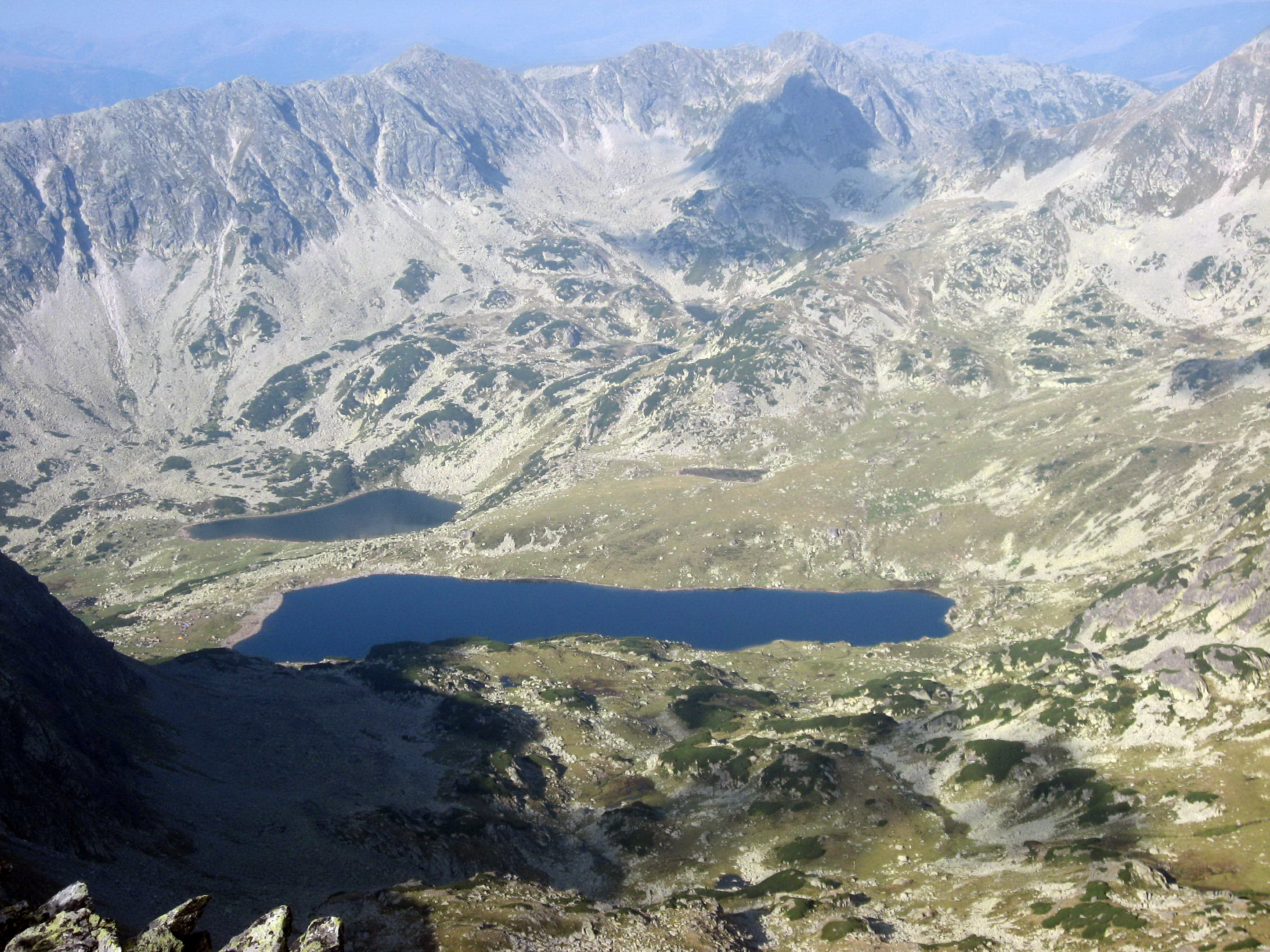
Llac Bucura a les muntanyes del Retezat

D'est a oest, es poden identificar quatre grups muntanyencs, separats per diferents valls fluvials.
- Grup de les muntanyes Bucegi: entre els rius Prahova i Dâmboviţa.
  - Muntanyes Bucegi (Munții Bucegi)
  - Piatra Craiului (literalment: "Roca del Rei")
  - Muntanyes Leaotă (Munții Leaotă)
- Grup de les muntanyes Făgăraş: entre el riu Dâmbovița i el riu Olt.
  - Muntanyes Făgăraş (Munții Făgărașului)
  - Muntanyes Iezer (Munții Iezer; literalment: "Muntanyes del llac profund")
  - Muntanyes Cozia (Munții Cozia)
- Grup de les muntanyes Parâng: entre el riu Olt i el riu Jiu.
  - Muntanyes Parâng (Munții Parâng)
  - Muntanyes Şureanu (Munții Șureanu / M. Sebeșului)
  - Muntanyes Cindrel (Munții Cindrel / M. Cibinului)
  - Muntanyes Lotru (Munții Lotrului; literalment: "Muntanyes del lladre")
  - Muntanyes Căpăţână (Munții Căpățânii; literalment: "Muntanyes del crani")
- Grup de les muntanyes Retezat-Godeanu: entre el riu Jiu i els rius Timiș i Cerna.
  - Muntanyes Retezat (Munții Retezat; literalment: "Muntanyes tallades")
  - Muntanyes Godeanu (Munții Godeanu)
  - Muntanyes de Vâlcan (Munții Vâlcan)
  - Muntanyes de Mehedinţi (Munții Mehendinți)
  - Muntanyes de Cerna (Munții Cernei)
  - Muntanyes Țarcu (Munții Țarcu; literalment: "Muntanyes Pen").

Els dos primers grups són més inclinats a la banda nord i els dos últims són més inclinats a la banda sud.

## Galeria

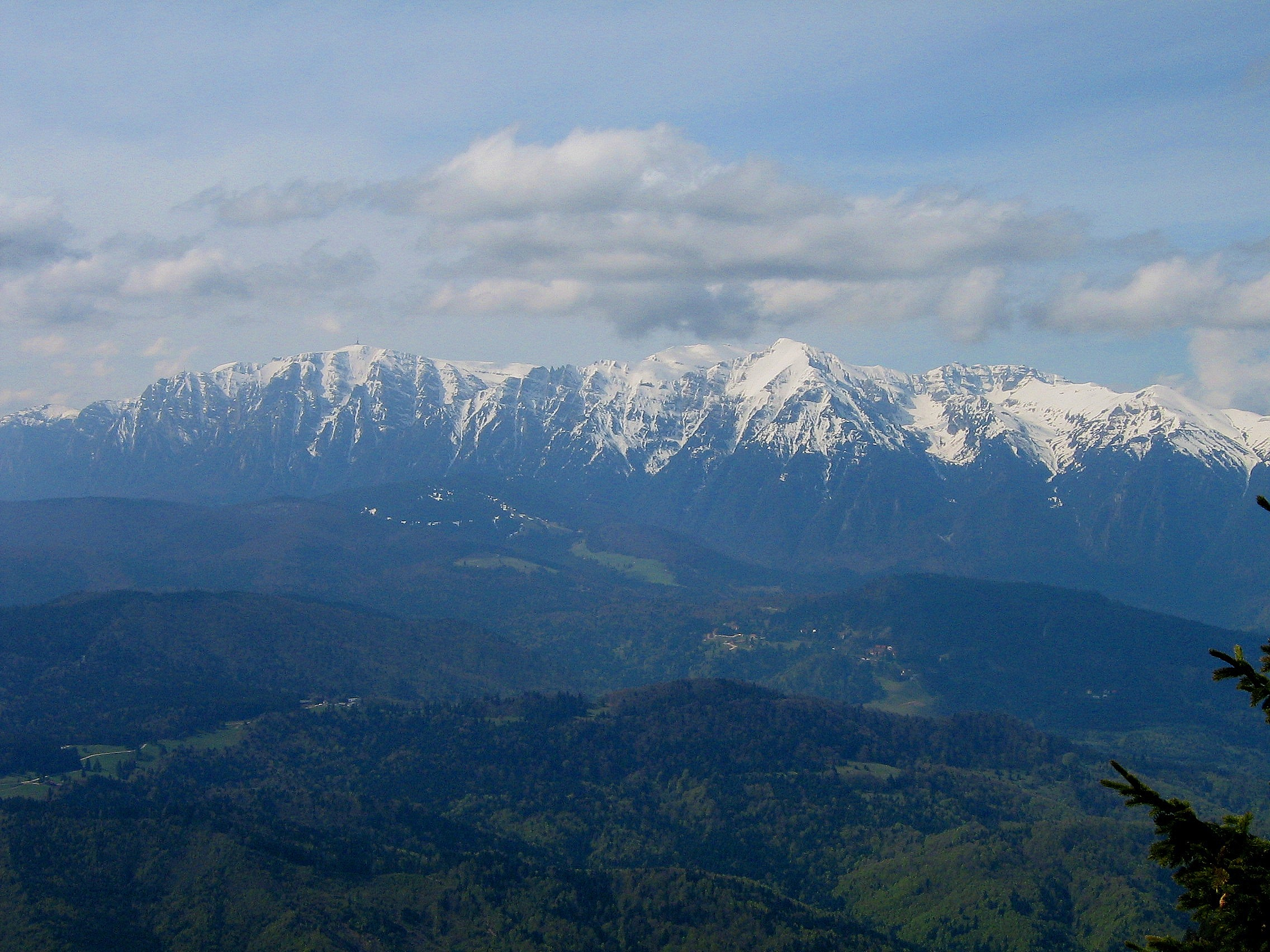
Bucegi vist des del massís de Postavaru
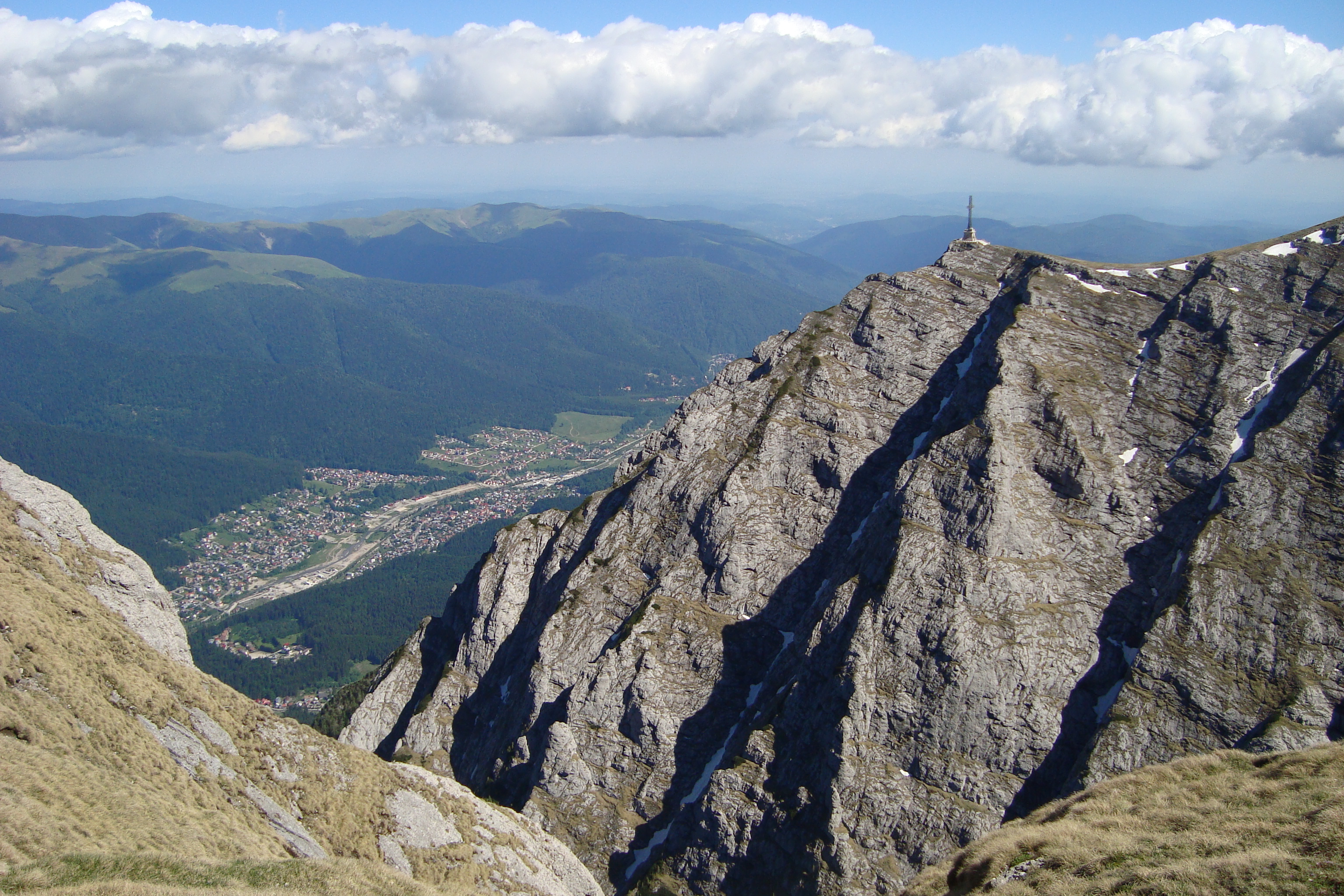
Caraiman Cross al cim de la muntanya
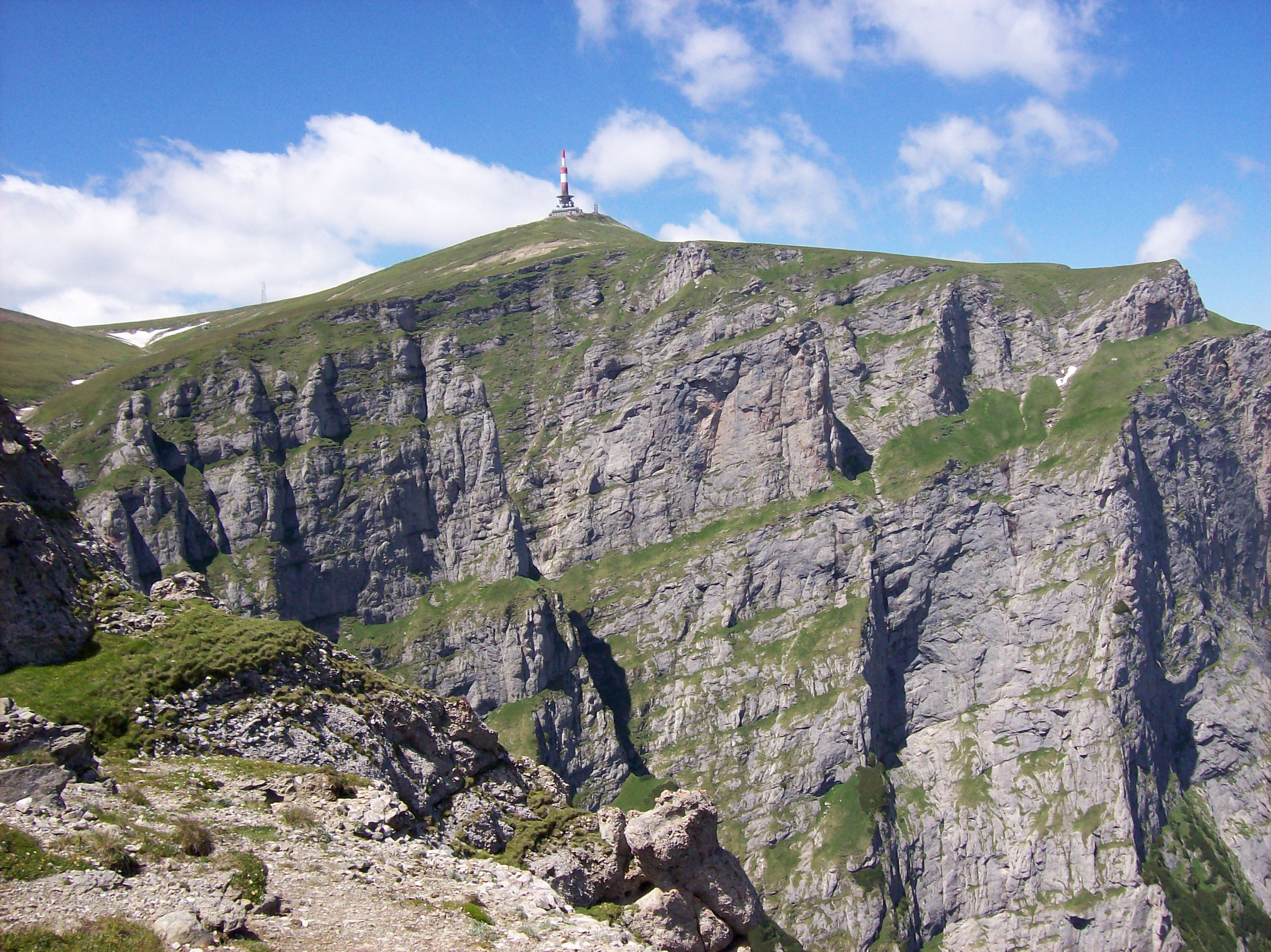
Paret de Coștila de 400 metres d'alçada
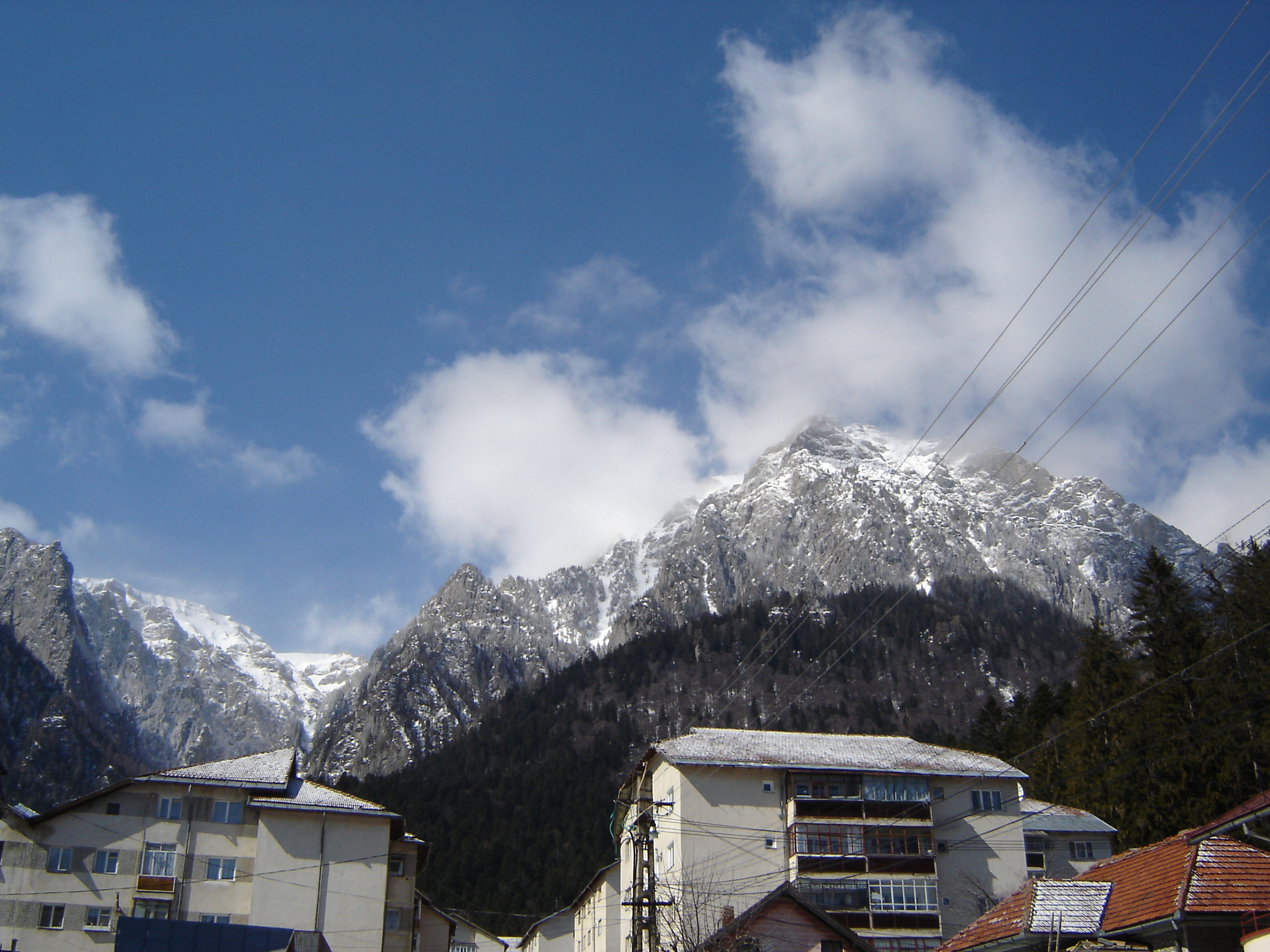
Vista des de Bușteni
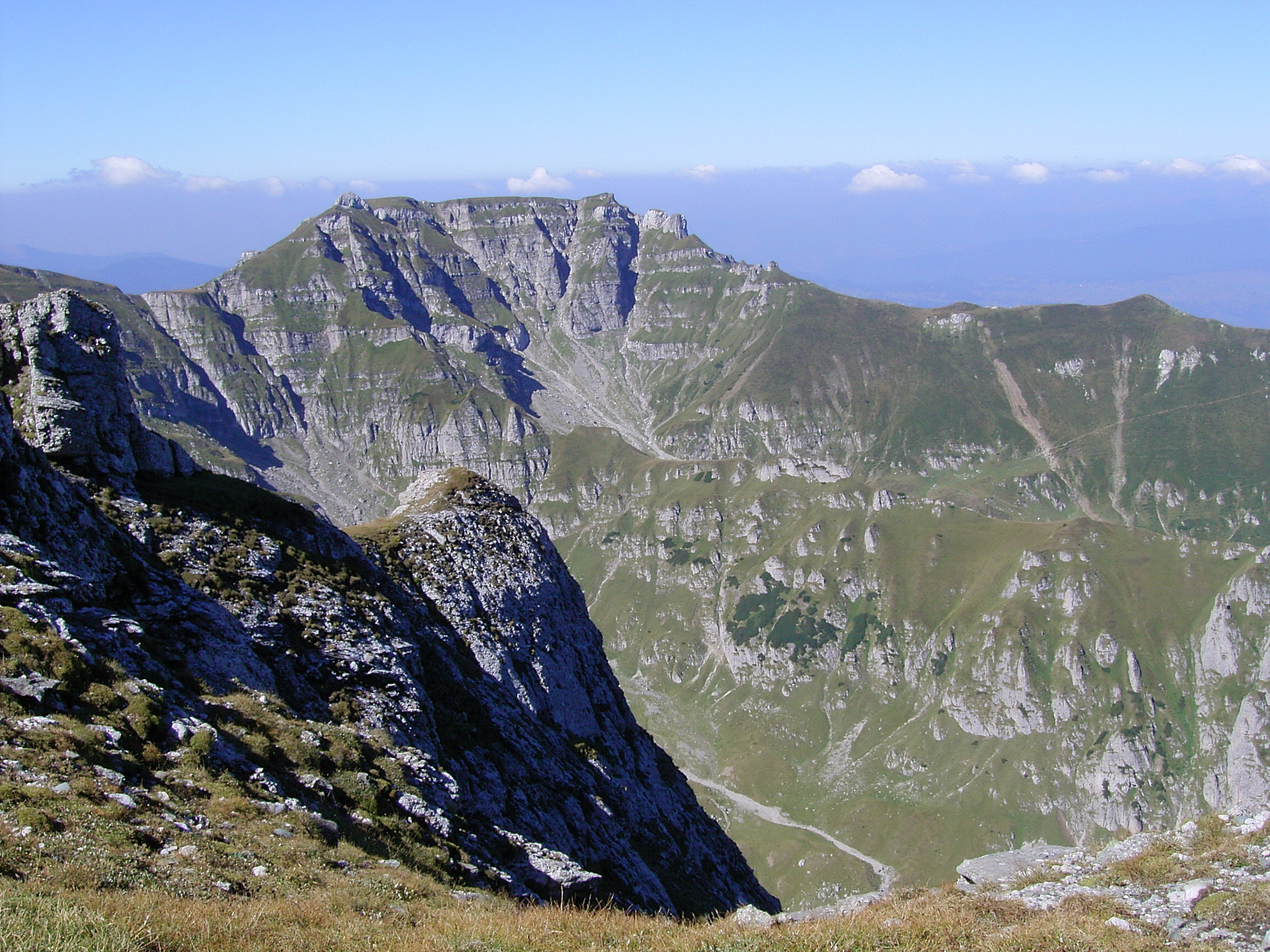
Cimera d'escales a les muntanyes de Bucegi
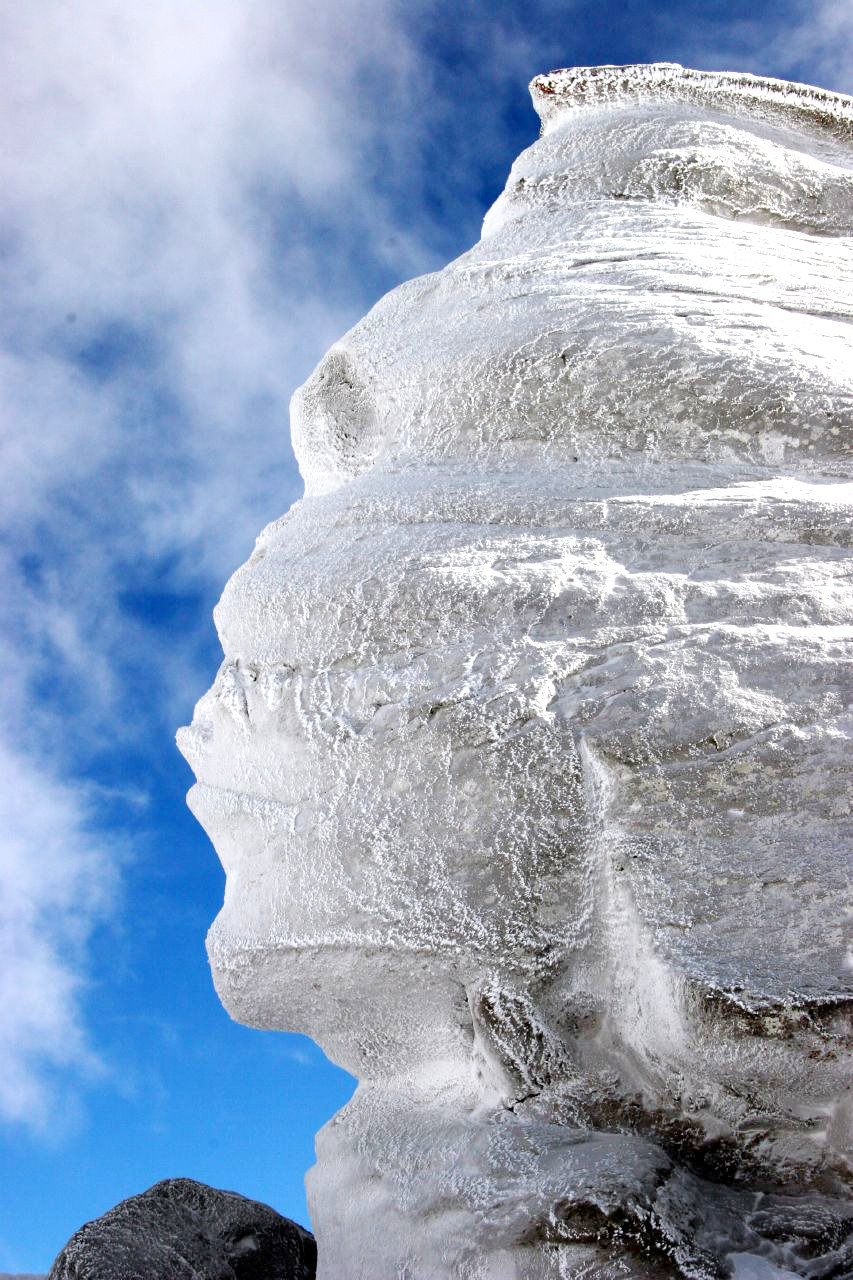
L'Esfinx de Bucegi
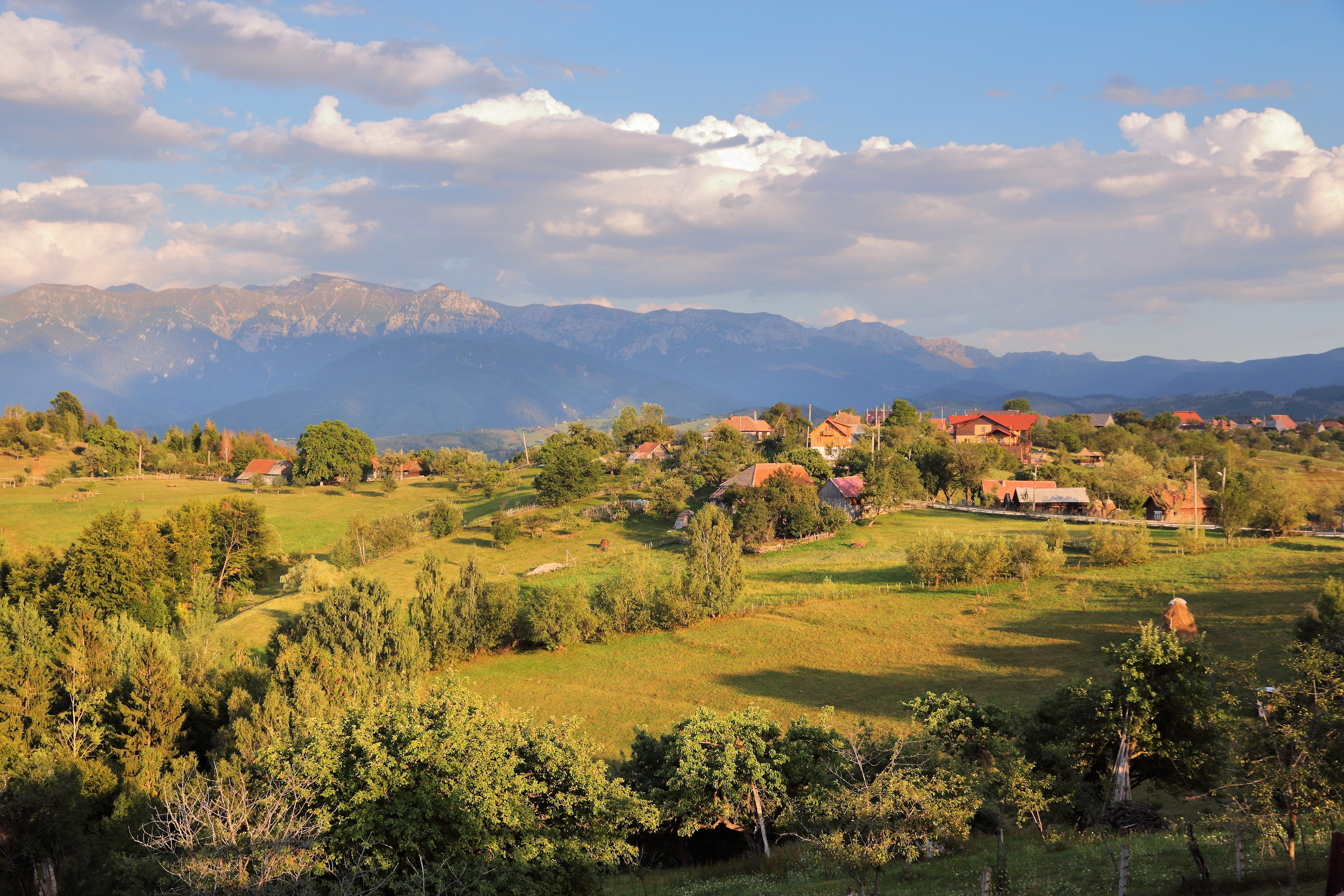
Muntanyes de Piatra Craiului
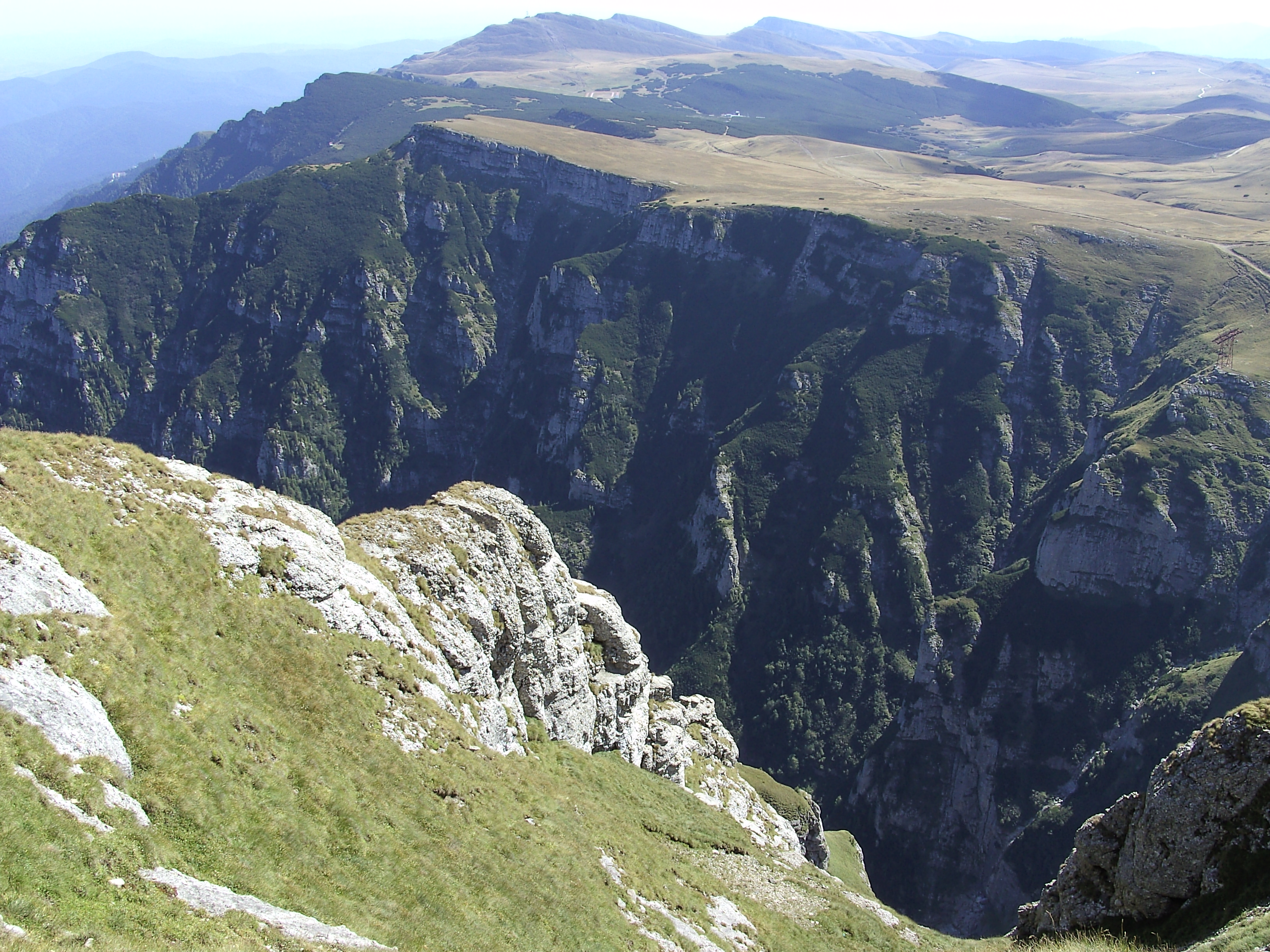
Cim Jepii Mici a les muntanyes Bucegi
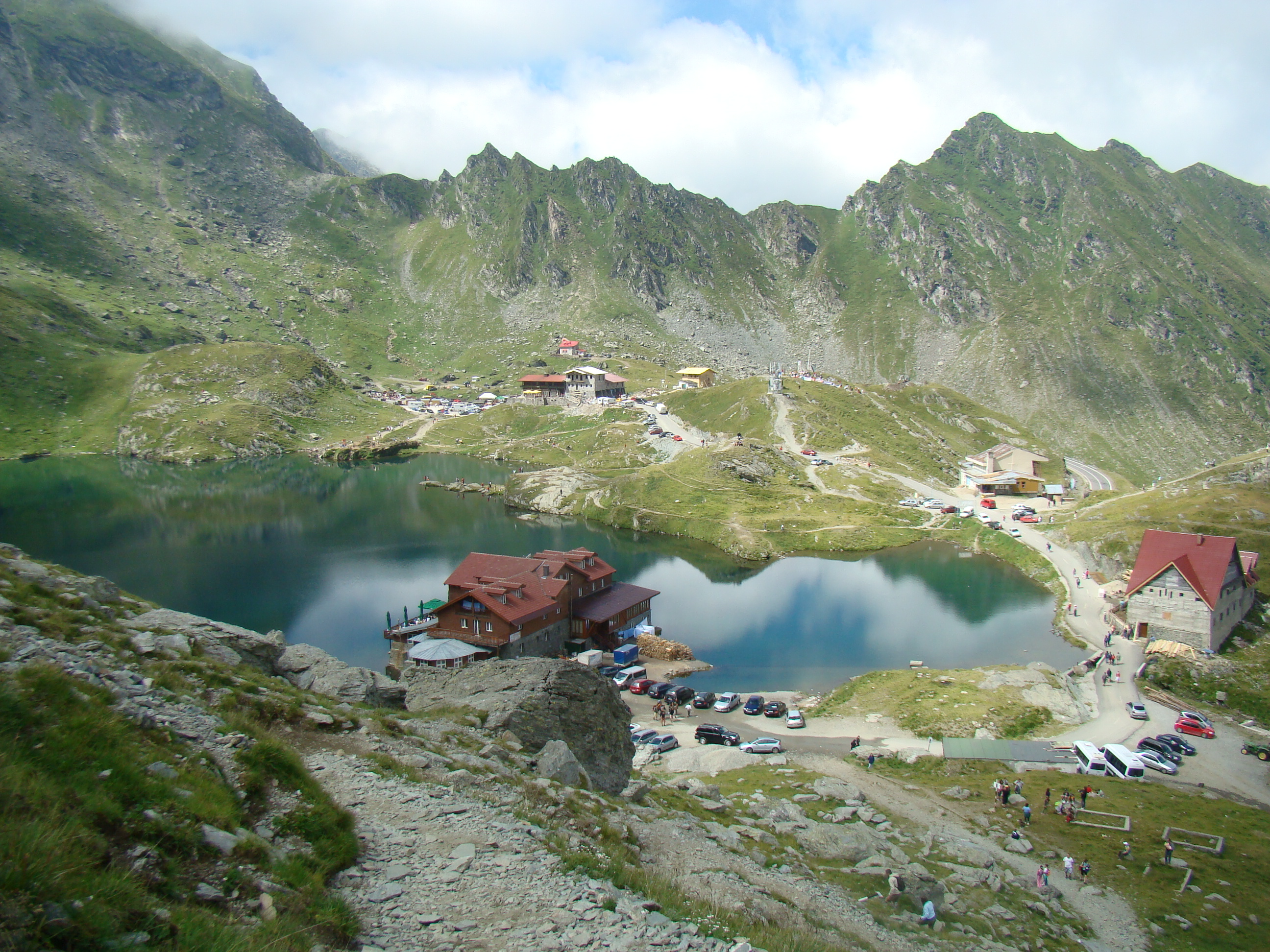
Llac Bâlea a les muntanyes de Făgăraș
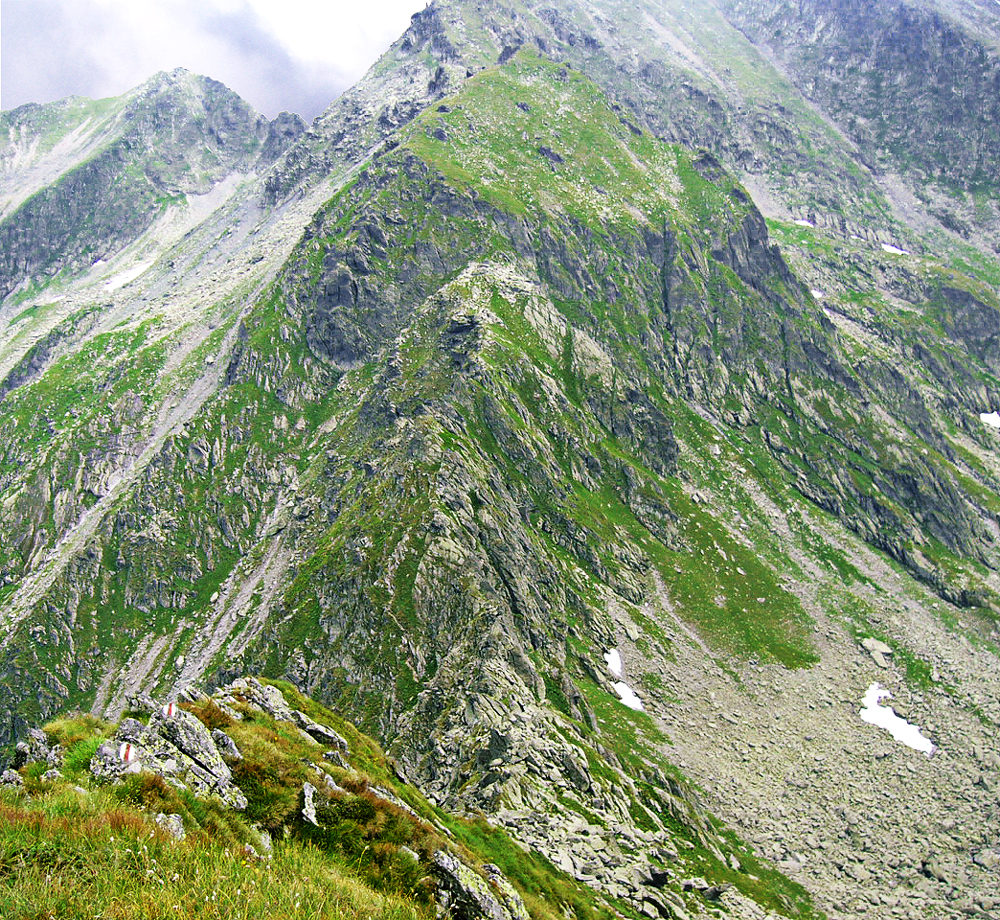
Ruta de senderisme desafiant
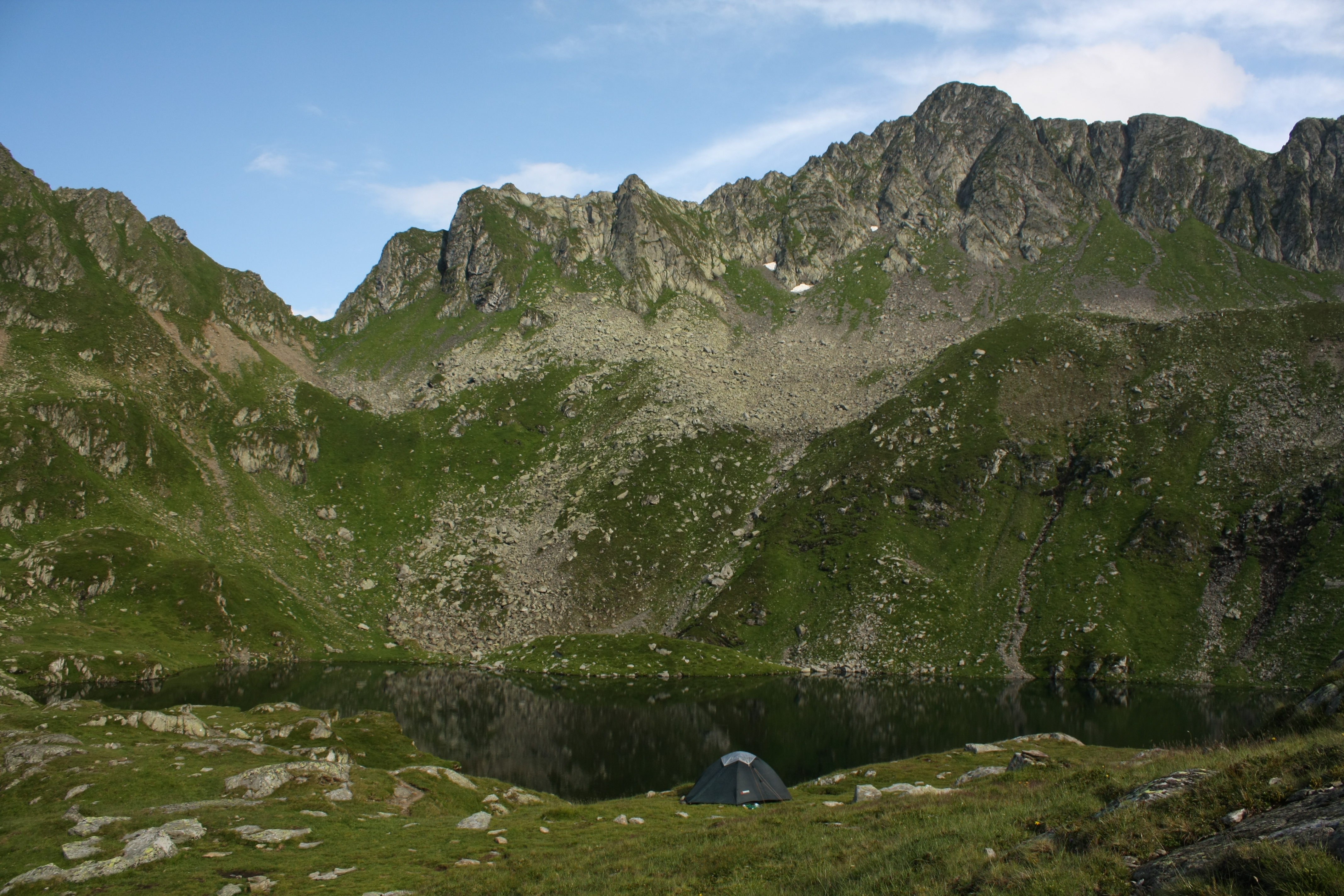
Llac Podragu
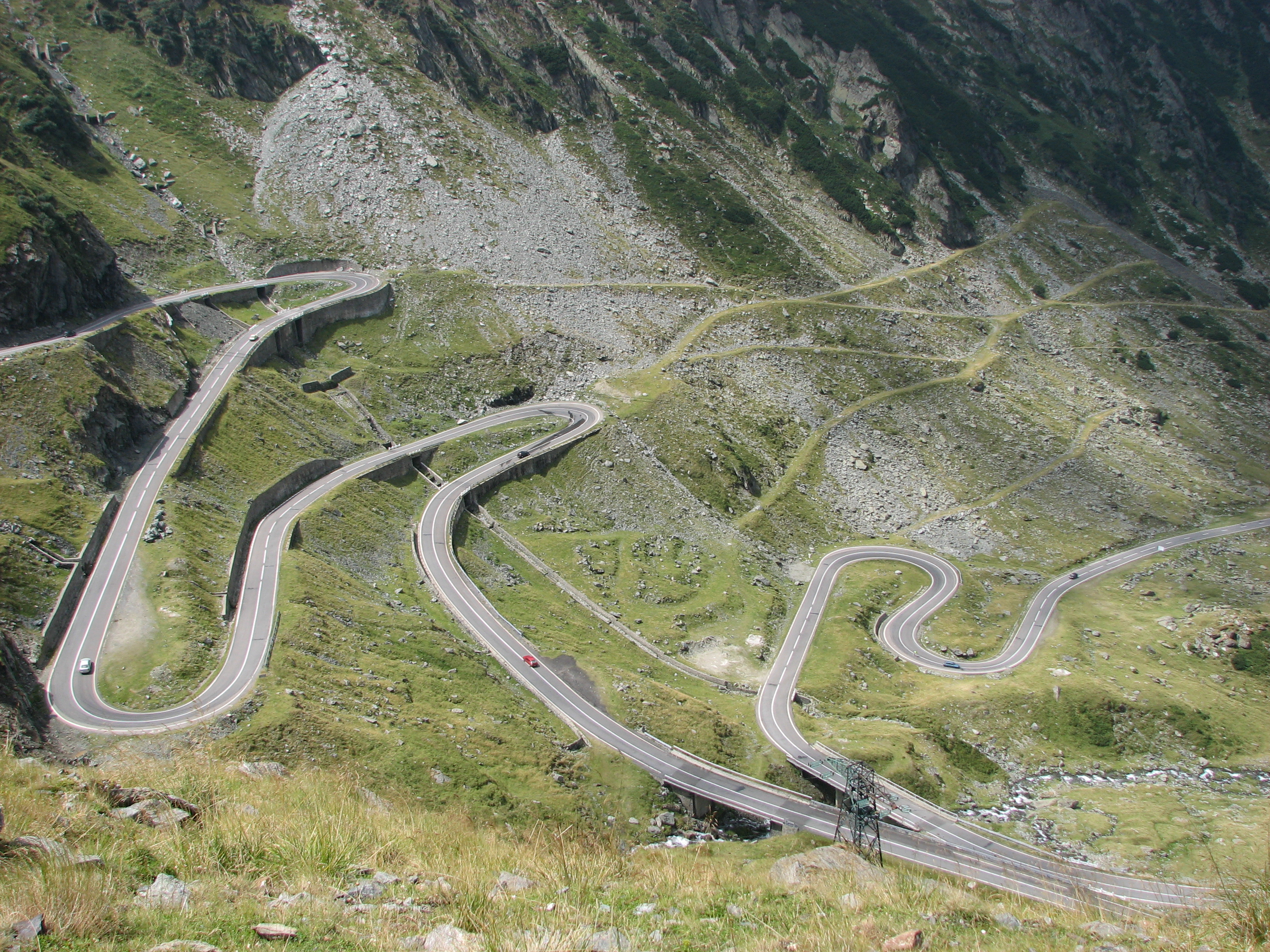
Carretera alpina Transfăgărășan
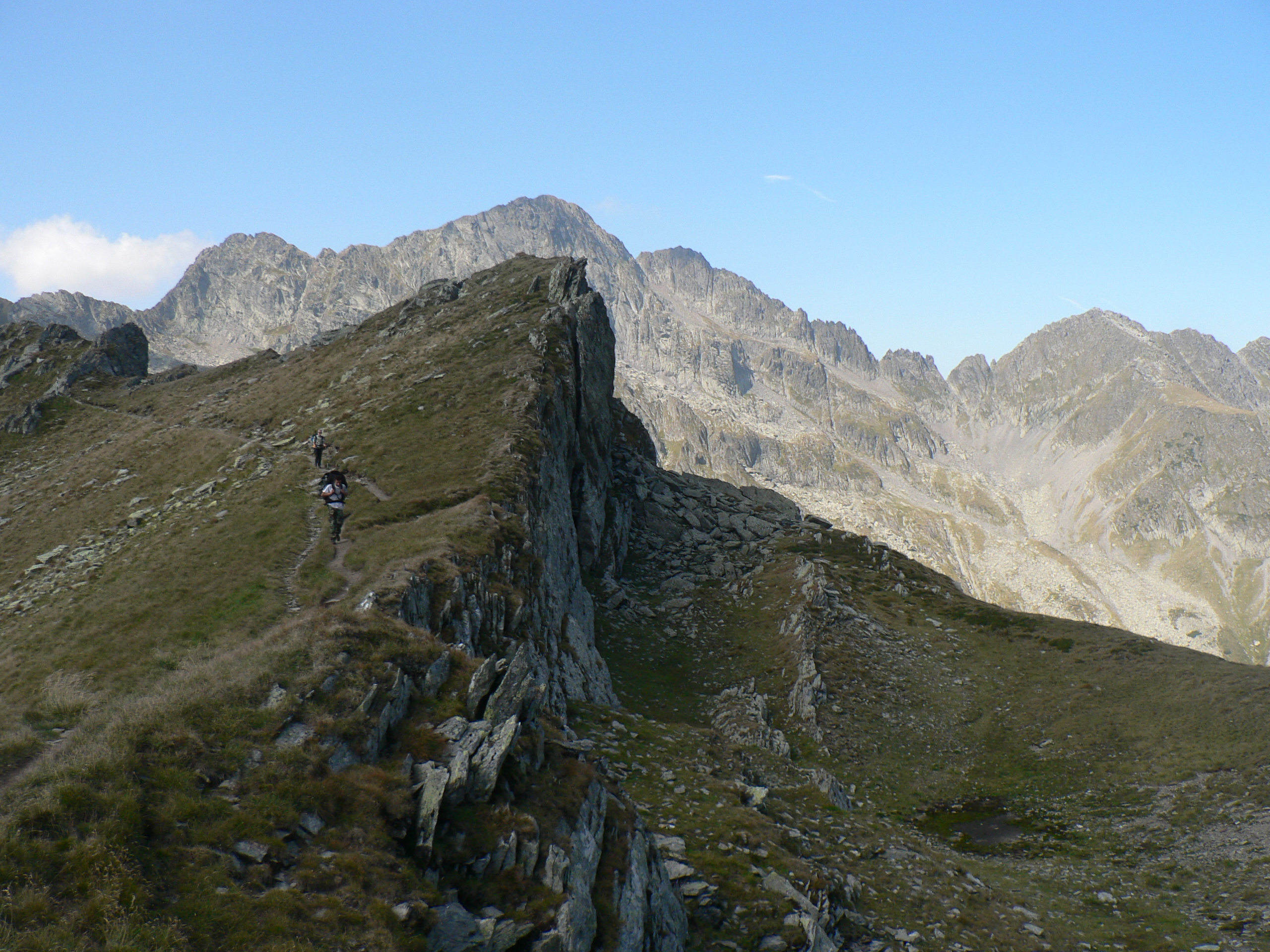
Sender regular a les muntanyes de Făgăraș
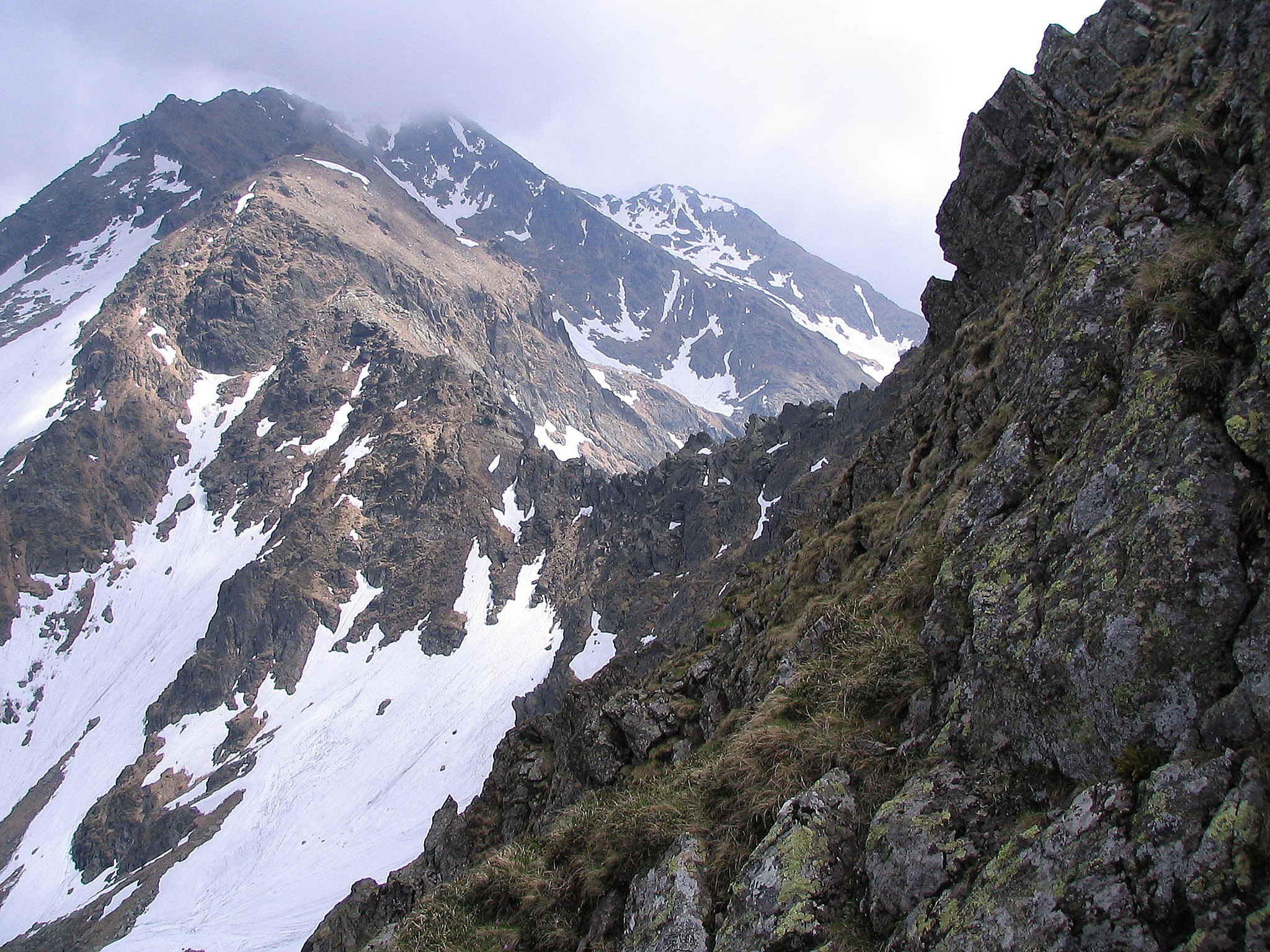
Custura Sărătii (al centre de la foto)
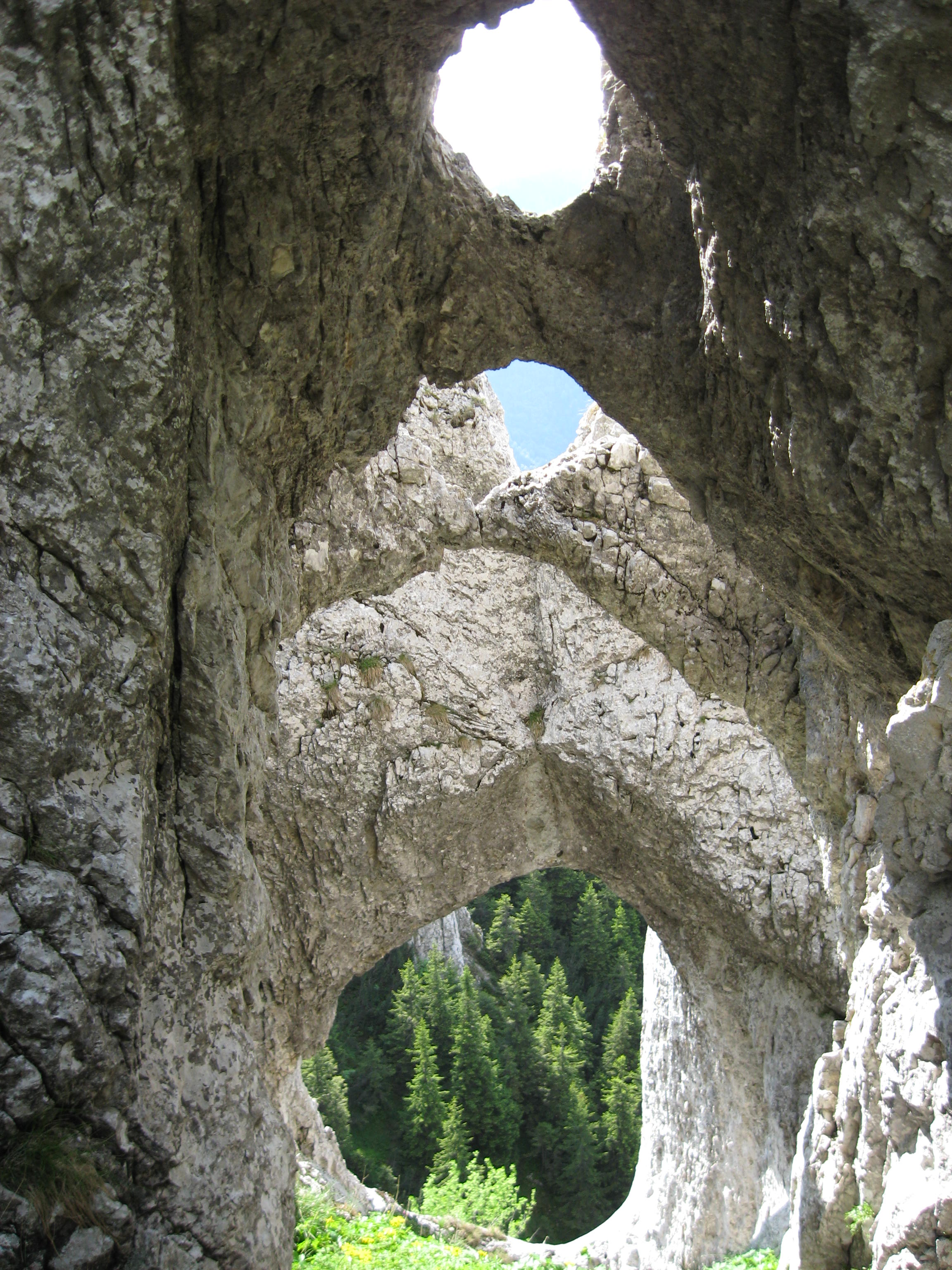
La Zaplaz
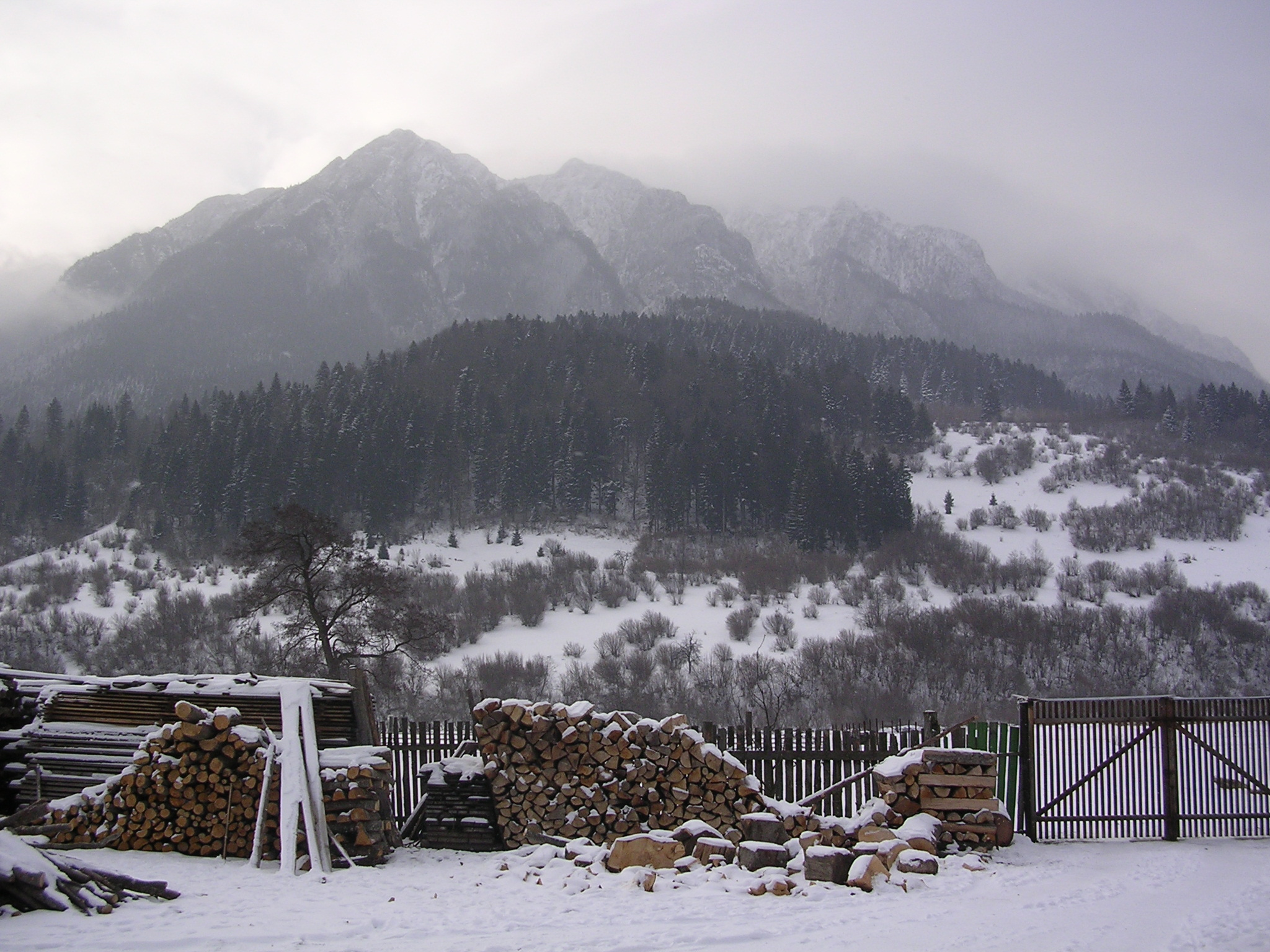
Dorsal de Piatra Craiului a l'hivern
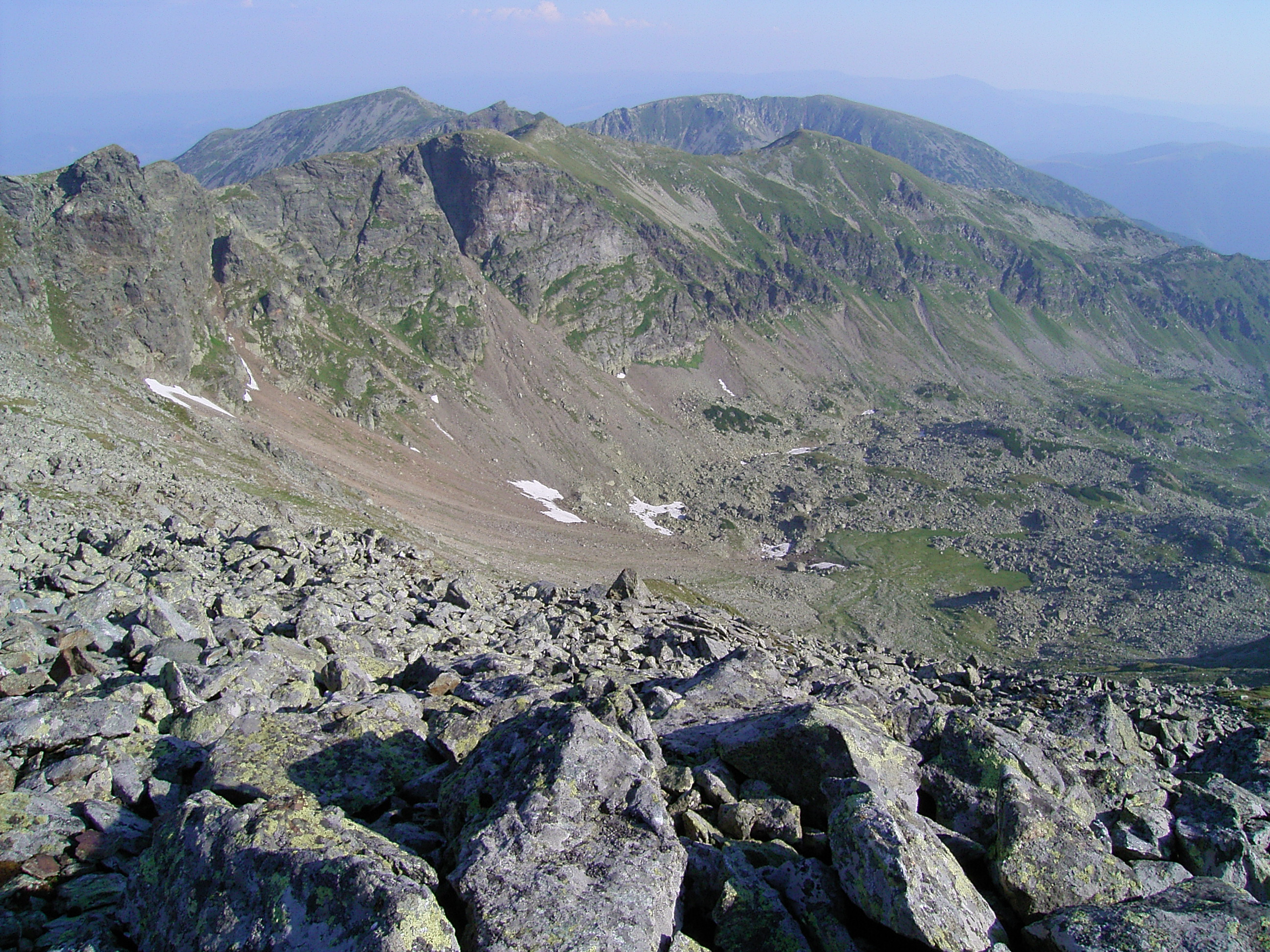
Paisatge a les muntanyes de Parâng
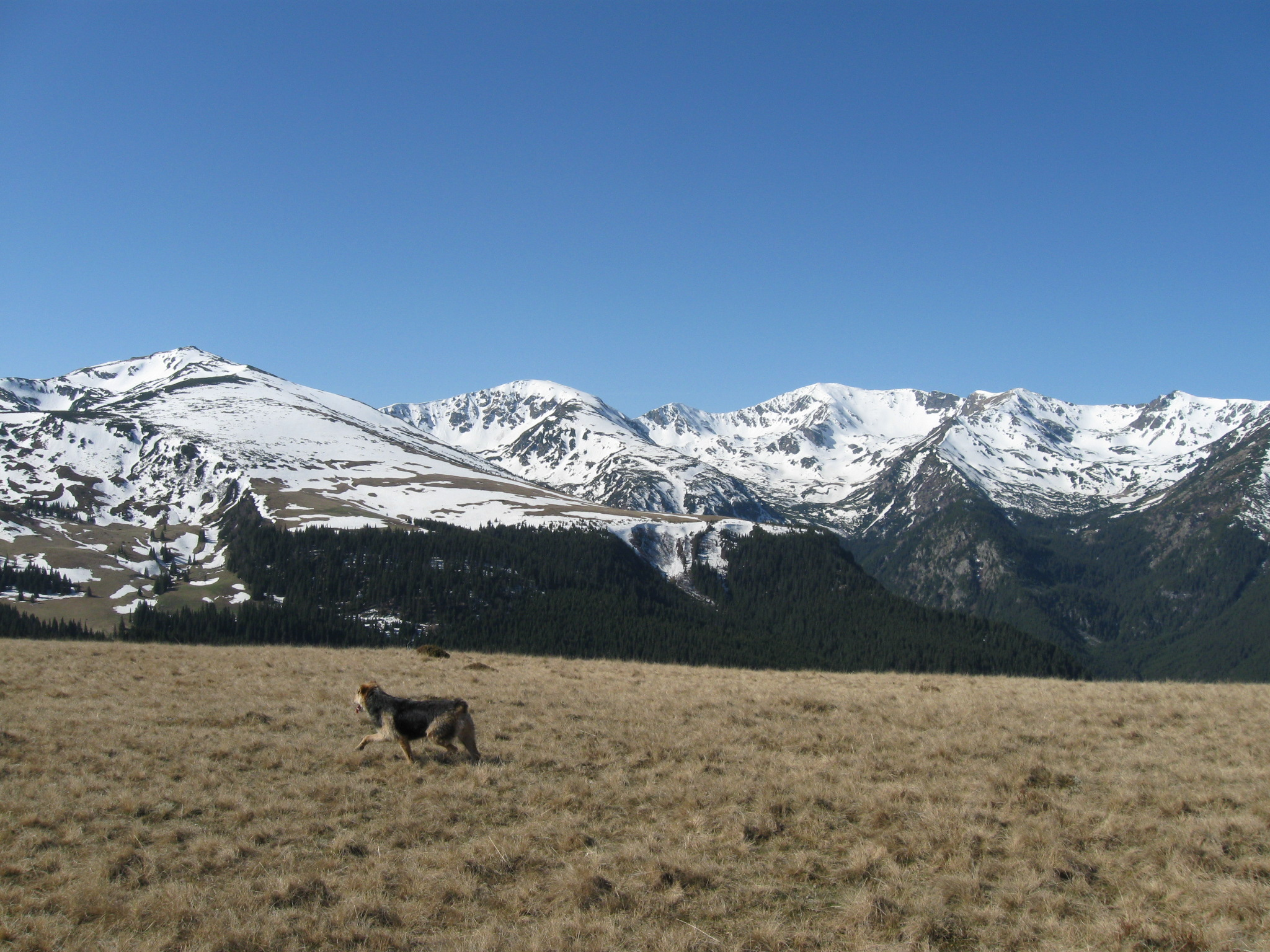
Paisatge alpí de Parâng
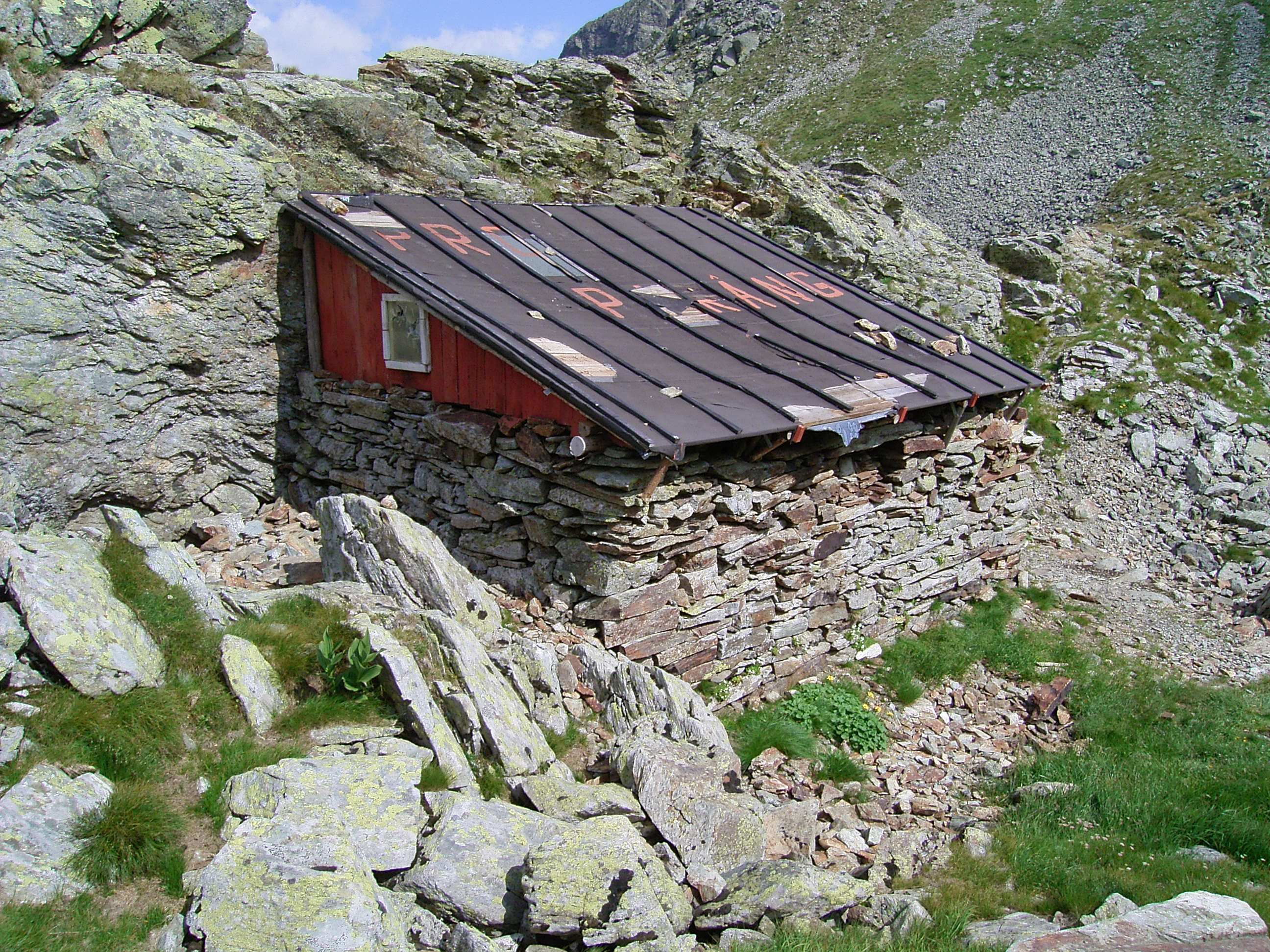
Refugi a les muntanyes de Parâng
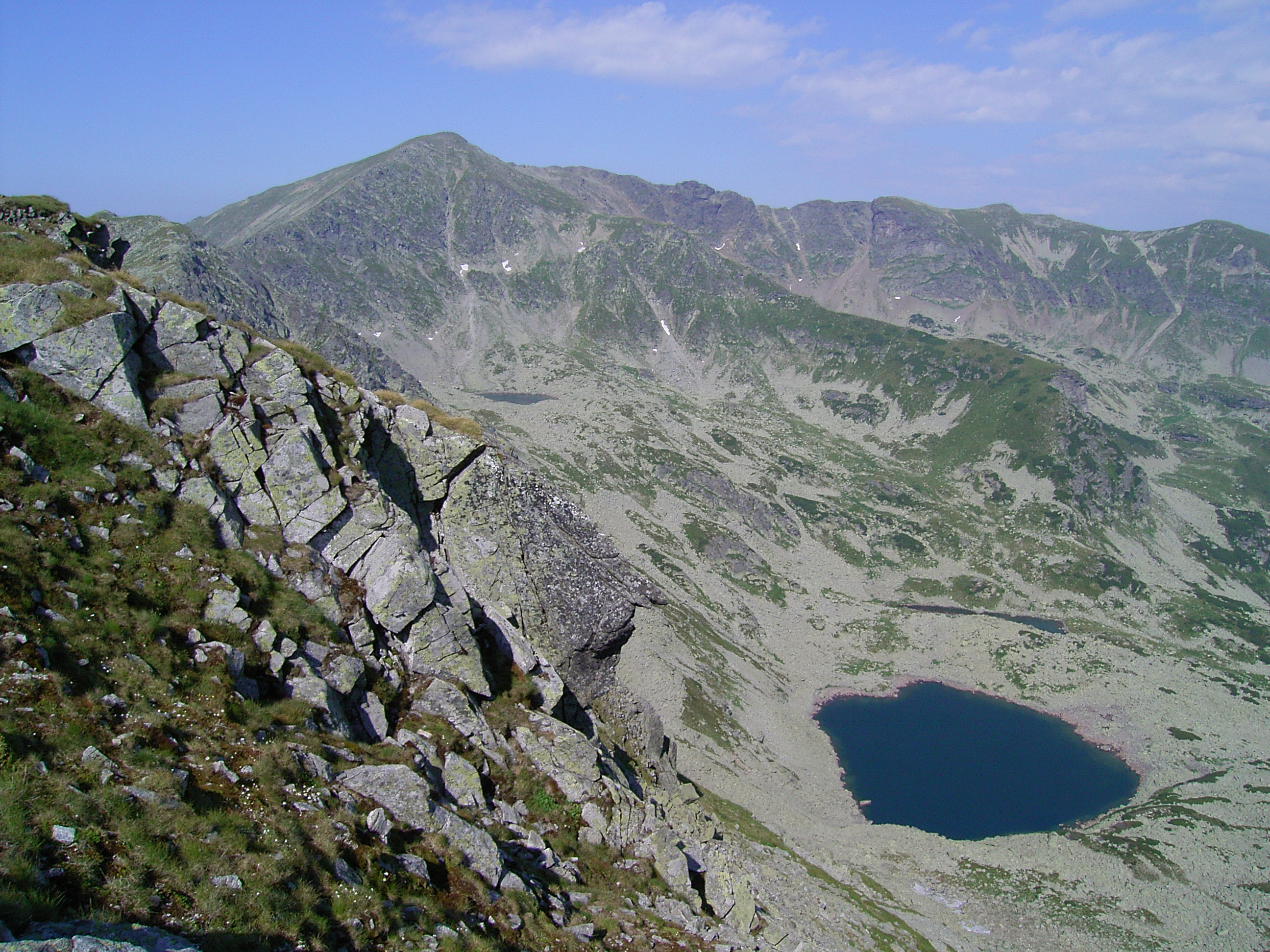
Un dels molts llacs glacials de Parâng
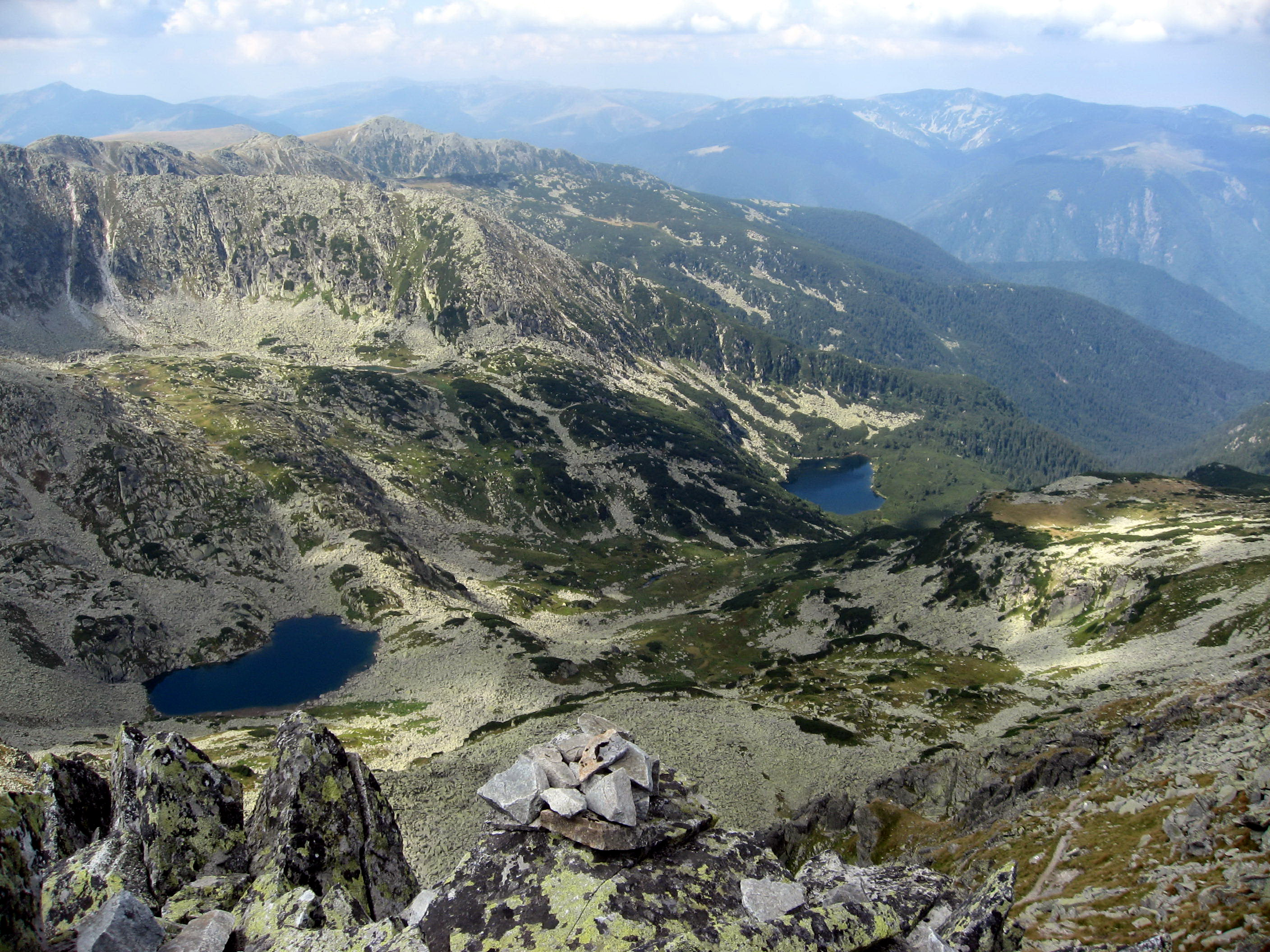
Llacs glacials a les muntanyes del Retezat
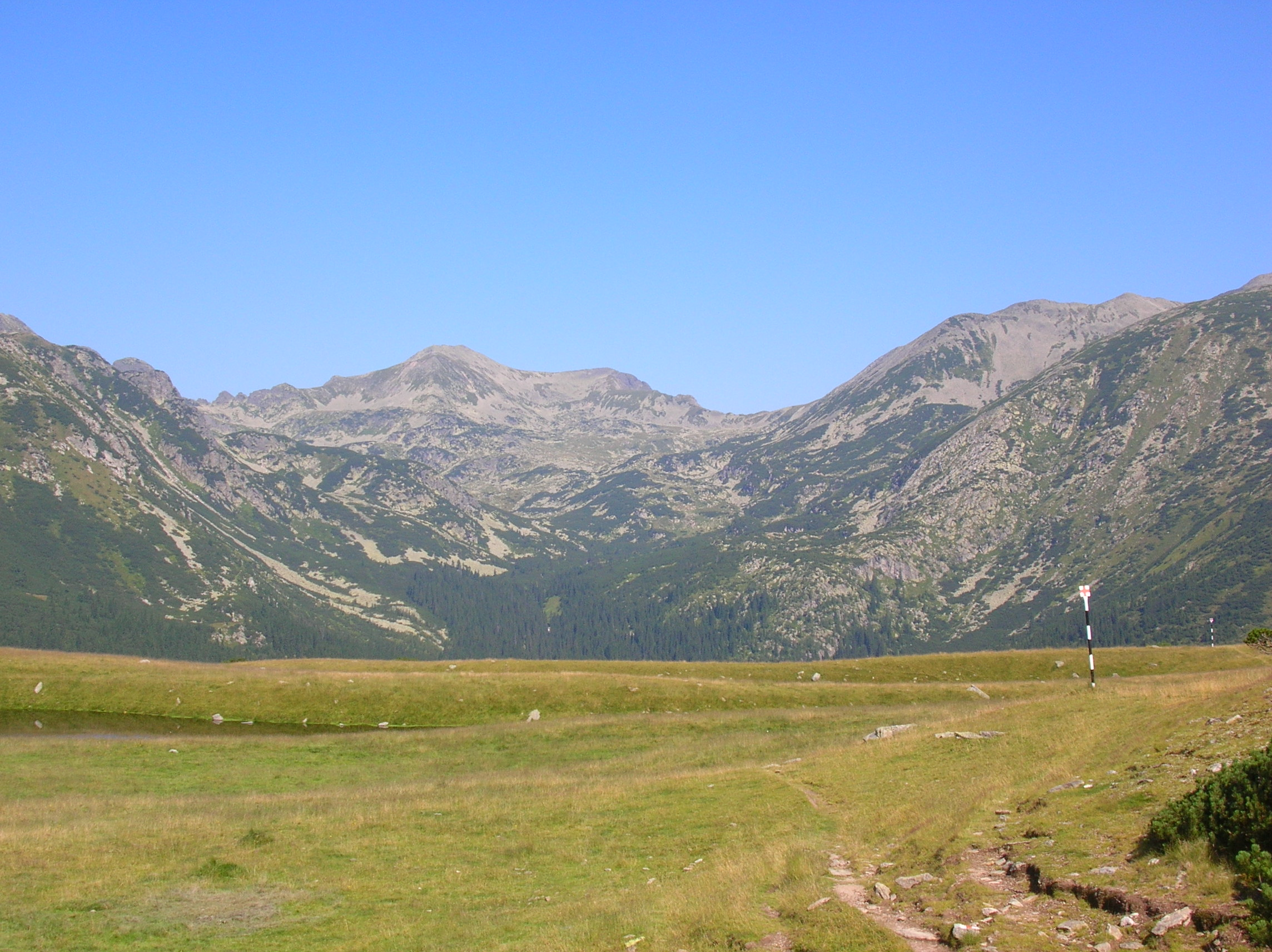
Pic Bucura a la llunyania
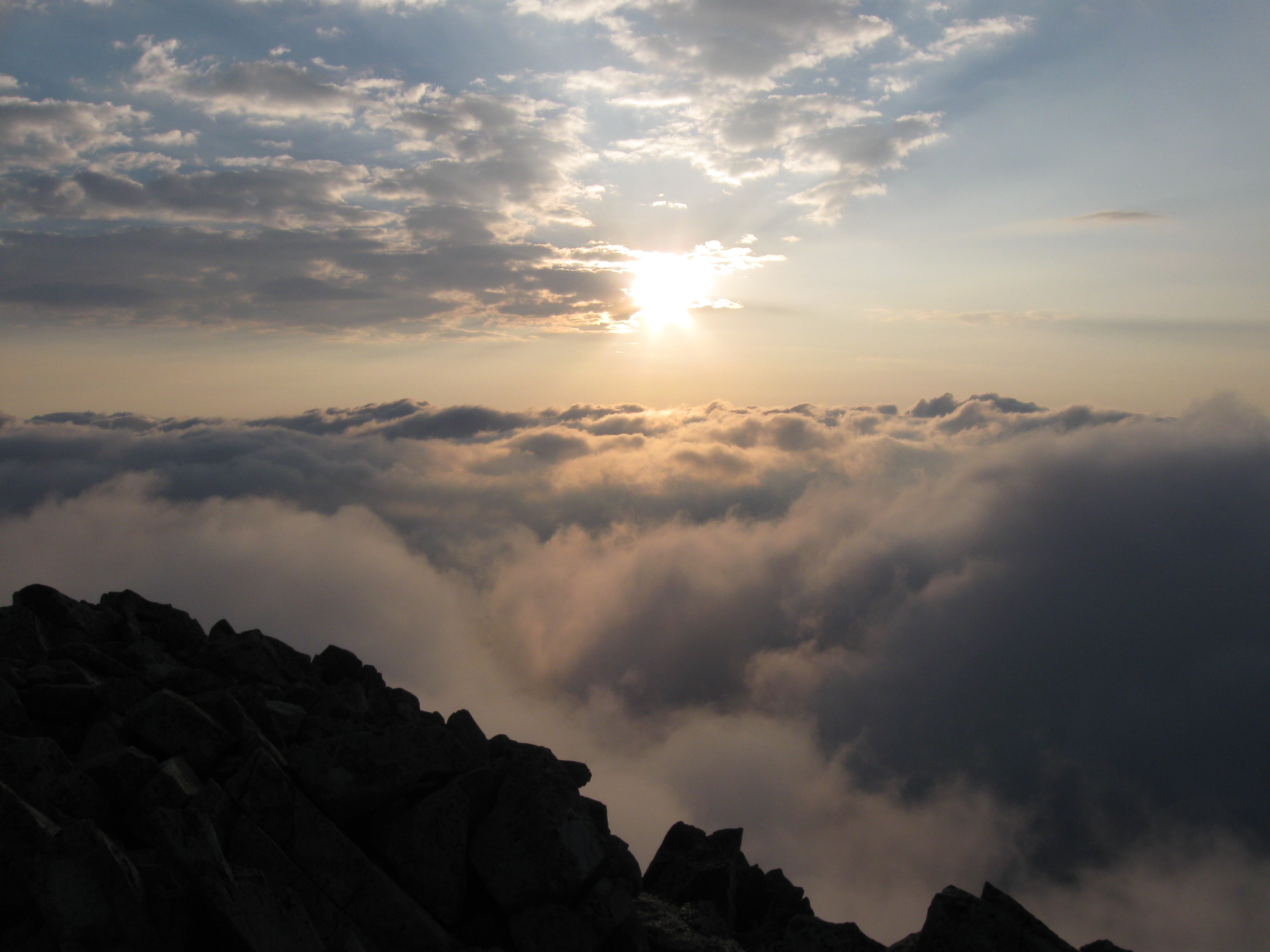
Posta de sol al pic Retezat
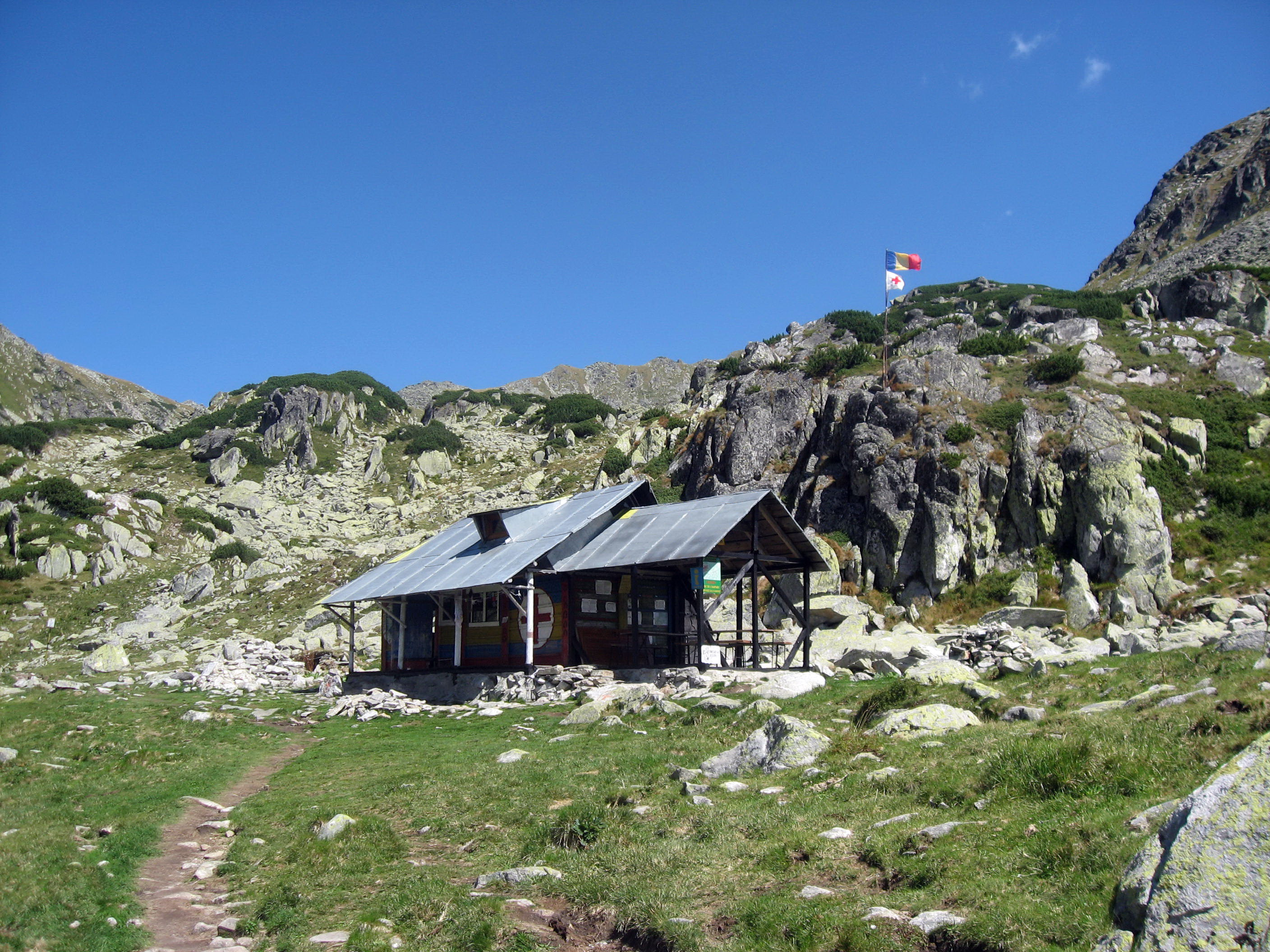
Refugi Salvamont a Retezat
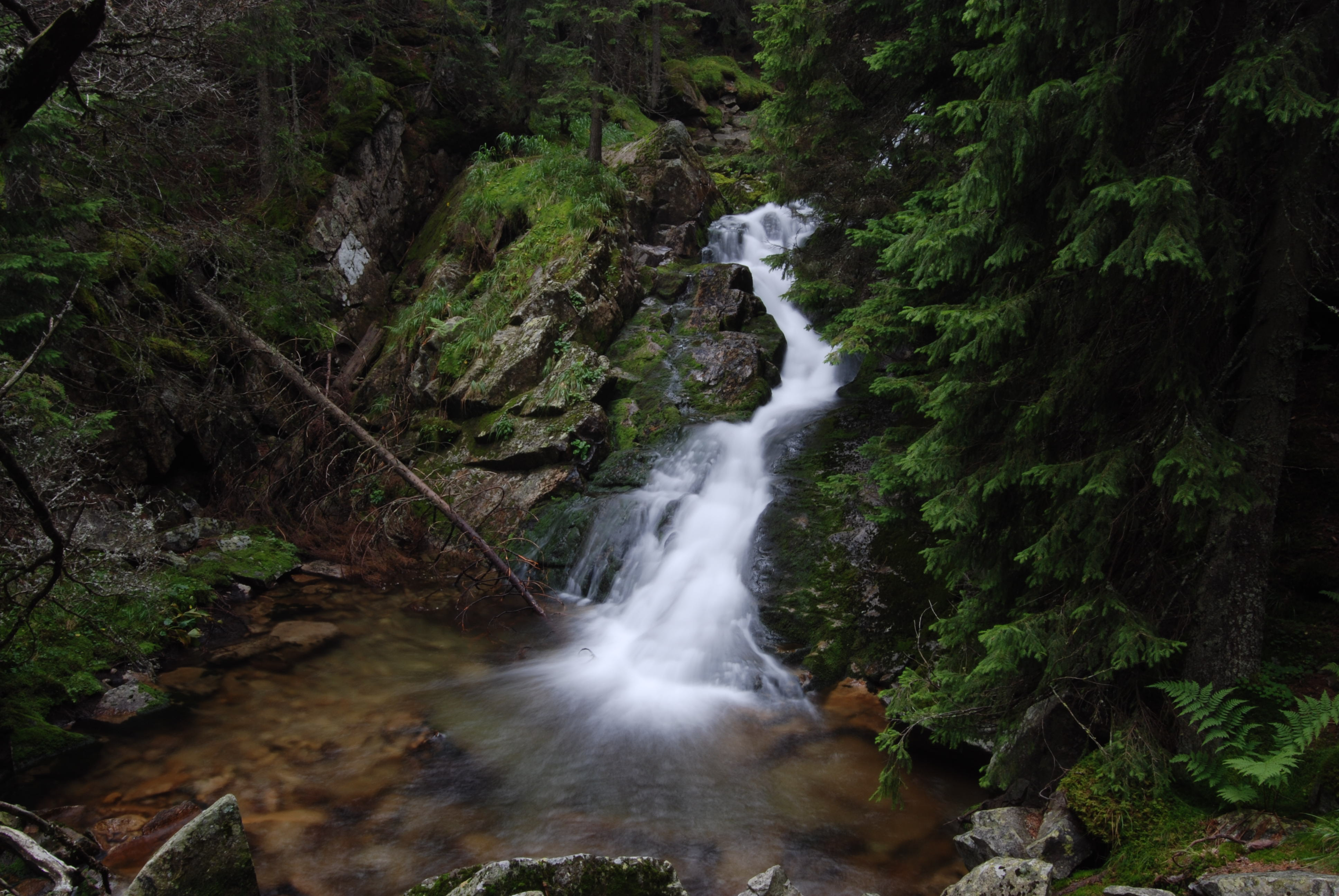
Cascada al parc nacional del Retezat
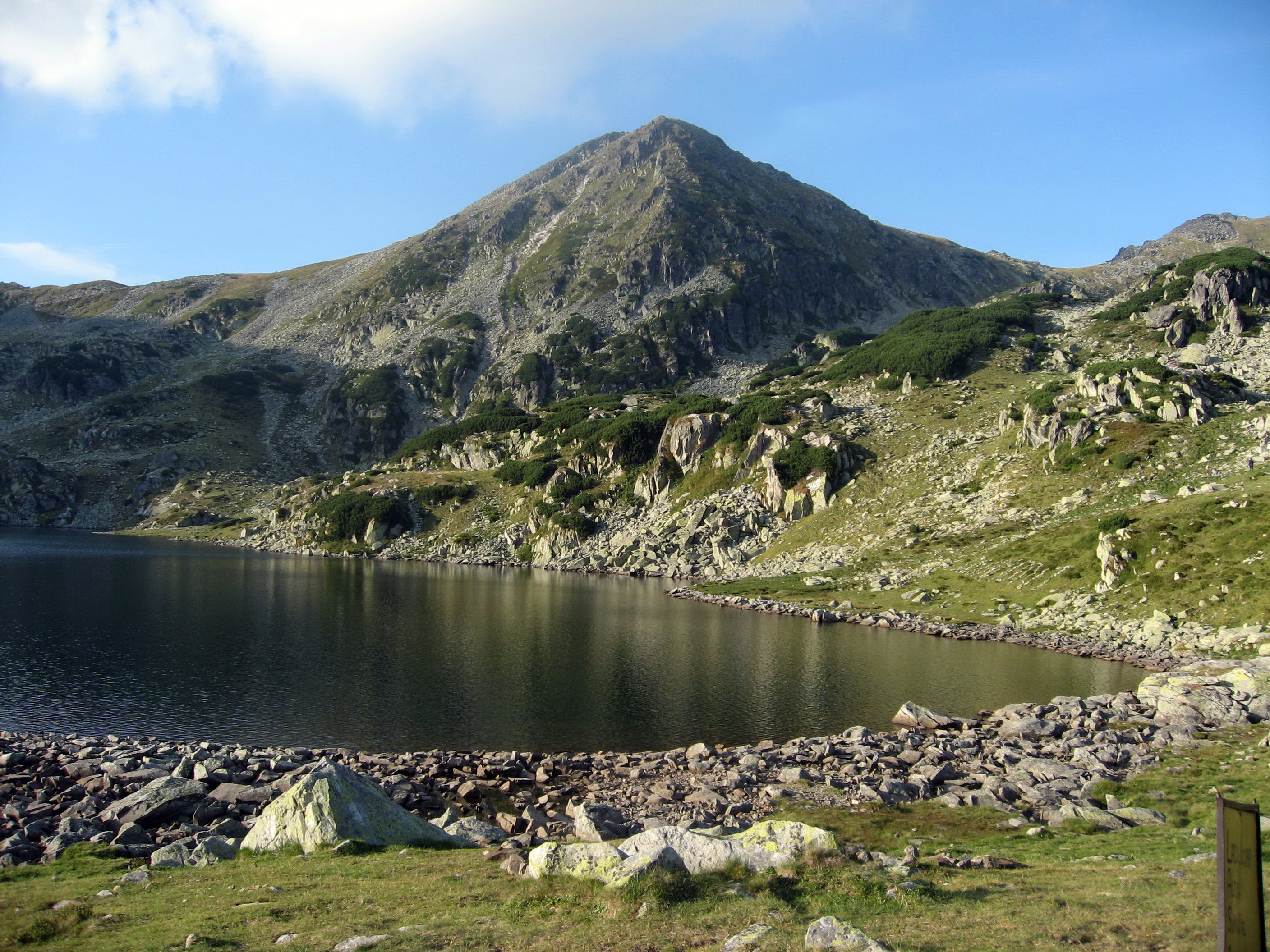
Llac Bucura